# Мерита Колчи-Коджаджику
Мерита Колчи-Коджаджику (на албански: ‪Merita Kolçi-Koxhaxhiku‬, на македонска литературна норма: Мерита Колчи-Коџаџику) е политик от Северна Македония от албански произход.

## Биография
Родена е на 1 май 1958 година в град Скопие, тогава във Федеративна народна република Югославия. Завършва Педагогически факултет. На 15 юли 2020 година е избрана за депутат от Демократичния съюз за интеграция в Събранието на Северна Македония.